# Xavier Gabaix
Xavier Gabaix (agosto 1971) è un economista francese.

## Biografia
Xavier Gabaix si è laureato dapprima in matematica presso l'École normale supérieure di Parigi. Dopo aver ottenuto l'agrégation, ha proseguito gli studi nel campo dell'economia, con un Ph. D. conseguito alla Harvard University.  
Le sue ricerche riguardano la determinazione dei valori degli asset, l'economia comportamentale, e la macroeconomia. 
Nel 2008, in collaborazione con Augustin Landier, ha pubblicato un articolo sul Quarterly Journal of Economics, contenente  uno studio sull'evoluzione delle remunerazioni dei dirigenti d'azienda tra il 1980 e il 2003, accresciutesi del 500% negli Stati Uniti, a causa della moltiplicazione, per lo stesso fattore, delle dimensioni delle grandi imprese americane registrata nello stesso periodo.
Ha insegnato, al Massachusetts Institute of Technology, come professore associato di economia, ma non gli è stato riconosciuto il ruolo ordinario. Dopo l'esperienza al MIT, ha insegnato alla Stern School of Business della New York University.
Fa parte del Conseil d'analyse économique, organo consultivo del governo francese.

## Riconoscimenti
Nel 2008, il settimanale The Economist lo ha indicato come uno dei primi otto giovani economisti del mondo
Nel 2010 ha vinto il Germán Bernácer Prize, conferito al miglior economista europeo under-40 che lavora nel campo della macrofinanza, per gli originali contributi dati alla ricerca sull'economia e la finanza comportamentale, tra cui le conseguenze di comportamenti apparentemente irrazionali sul mercato mercato degli asset, e per la sua analisi del livello di remunerazione dei dirigenti.
Nel 2011 ha ricevuto il Fischer Black Prize della conferito, con cadenza biennale, dalla American Finance Association . Nello stesso anno ha vinto il Prix du meilleur jeune économiste de France.
Il 28 giugno 2012 ha ricevuto il Premio Lagrange, insieme a Lada Adamic, studiosa statunitense di reti sociali.